# سفید کردن مقعد

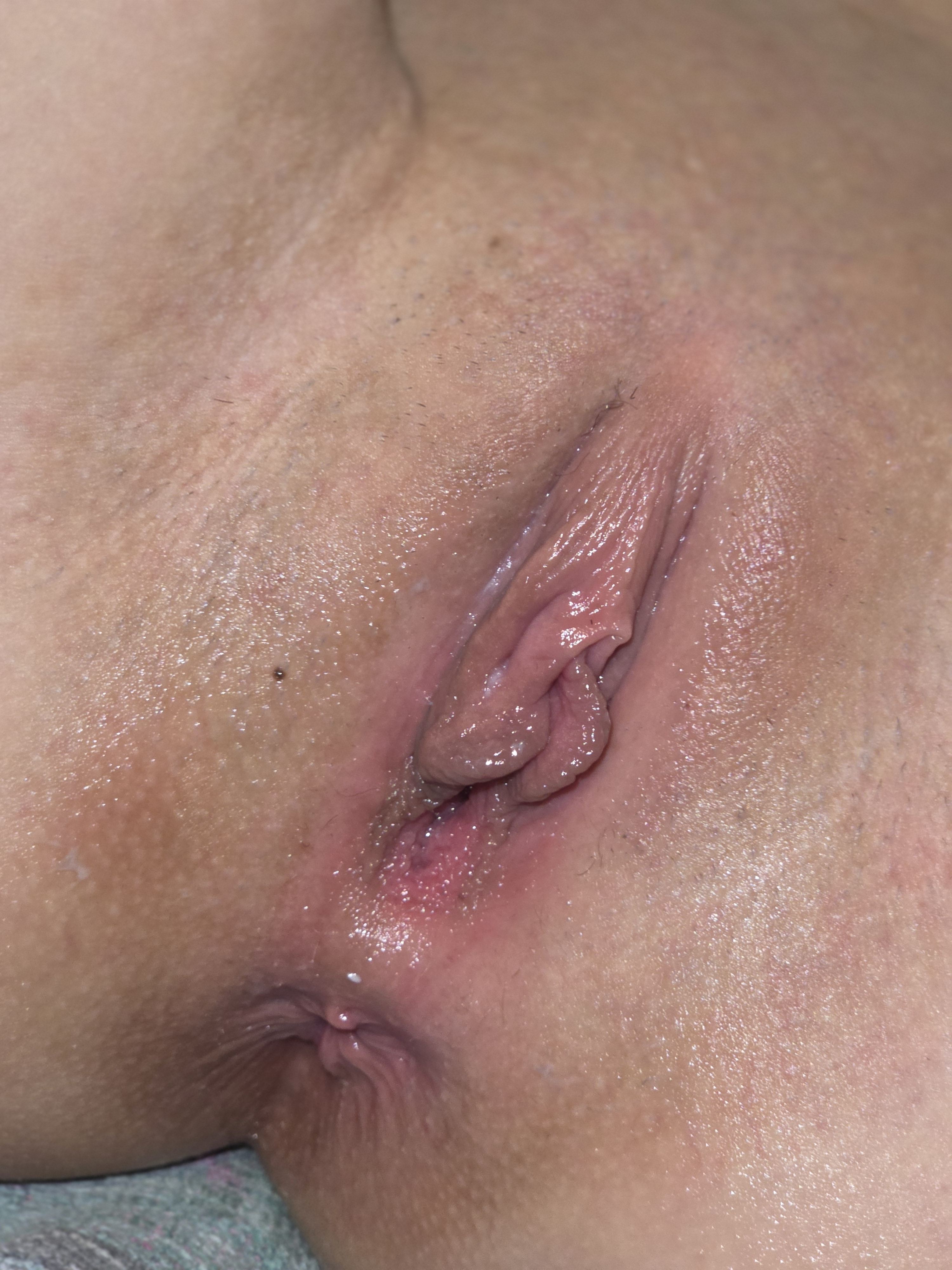
مقعد نرمال یک زن قبل از سفید کردن

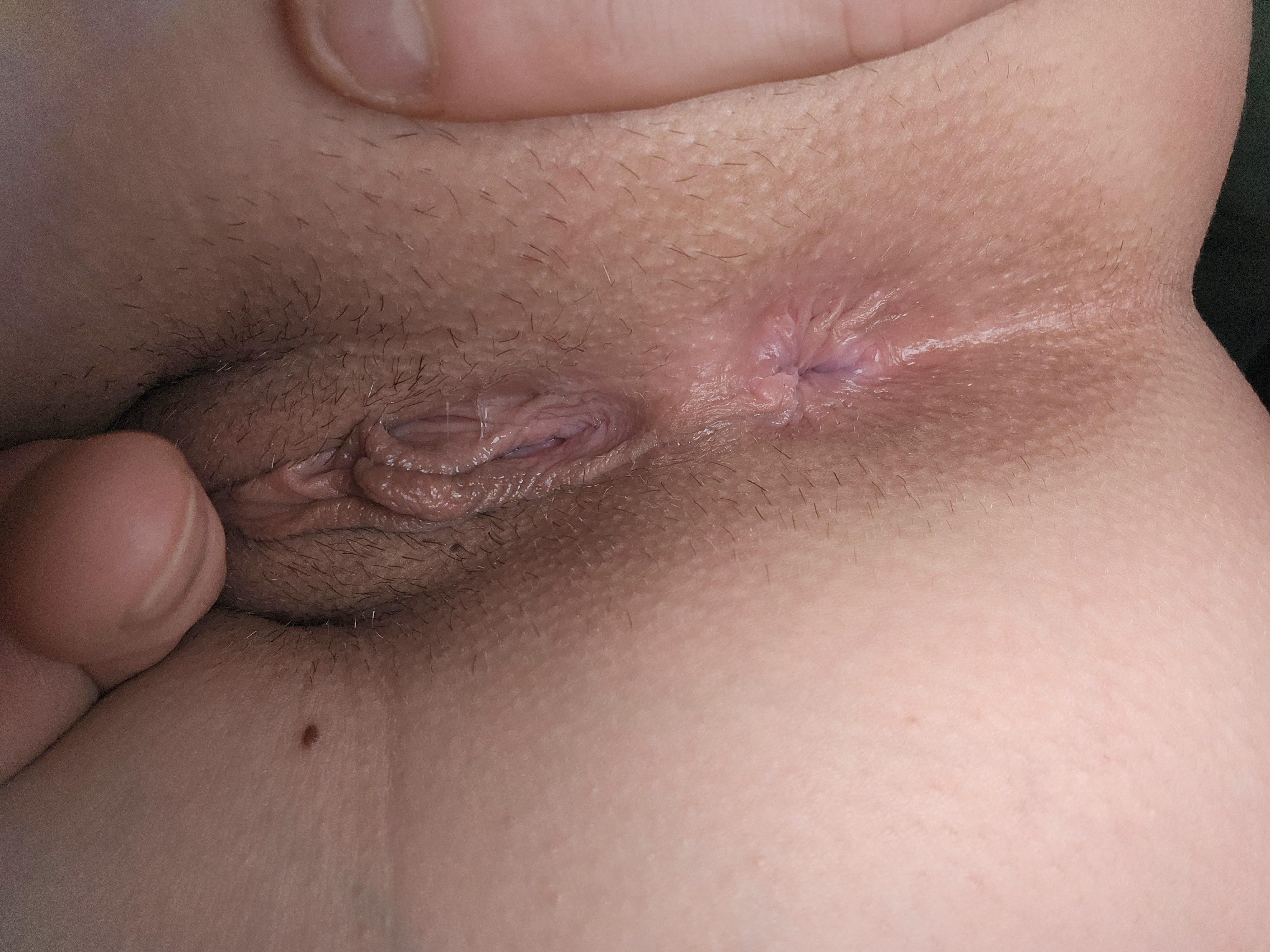
مقعد پس از سفید شدن

سفیدکردن مقعد یا بلیچینگ مقعد
(به انگلیسی: Anal Bleaching) یا (به انگلیسی: Anal Whitening) روشی برای روشن کردن پوست در ناحیه مقعد است. این روشِ روشن کردن نواحی پررنگ و پررنگ دانه، برای آلات تناسلی و نوک‌های سینه نیز، چه در زنان و چه در مردان، انجام می‌شود. این عمل برای داشتن رنگ پوست یکنواخت و به دلایل زیبایی انجام می‌شود. این کار می‌تواند توسط یک پزشک یا یک متخصص در یک سالن زیبایی انجام شود؛ اما بیشتر از همه با استفاده از کرم‌ها و سایر محصولات ضدرنگدانه که برای استفاده شخصی فروخته می‌شوند انجام می‌شود. اثرات طولانی مدت این روش‌ها به‌طور سیستماتیک مورد مطالعه قرار نگرفته است.

## تاریخچه
هنرپیشه‌های فیلم‌های پورنو اولین کسانی بودند که تحت فرایند سفید کردن مقعد قرار گرفتند تا رنگ مقعد خود را روشن کنند تا با بقیه پوستشان مطابقت داشته باشد.
همان‌طور که اپیلاسیون برزیلی محبوب شد، به دلیل محبوبیت لباس‌های شنا و لباس زیر زنانه کوچکتر، گسترش پورنوگرافی به جریان اصلی، و تأیید این روش توسط افراد مشهور،
زنان متوجه شدند که مقعدشان تیره‌تر از بقیه قسمت‌های پوستشان است. در نتیجه این مشکل درک شده، سفید کردن مقعد شروع به جذابیت کرد.برخی مردان همجنسگرا نیز از این روش استفاده می‌کنند.
بعد از آن بود که این روش به بیرون از این دایره محدود نیز گسترش یافت و افرادی از هر دو جنس آن را انجام می‌دهند. به عنوان مثال می‌توان دید که از این روش در برخی از برنامه‌ها و سریال‌های تلویزیونی معروف مانند گریفین‌ها یا پلیس بهشت و فیلم‌های سینمایی مانند برونو نام برده شده است.
این درمان برای اولین بار در ایالات متحده در کالیفرنیا در سال ۲۰۰۵ ارائه شد. گزارش شده است که در همان زمان در استرالیا در دسترس است. ارائه خدمات تا سال 2007. کرم‌ها اکنون برای استفاده در خانه فروخته می‌شوند. اگرچه محبوبیت سفیدکننده مقعدی به اپیلاسیون برزیلی نزدیک نشد، اما در ۲۰۱۰ در ایالات متحده به رسمیت شناخته شد.

## روش‌ها

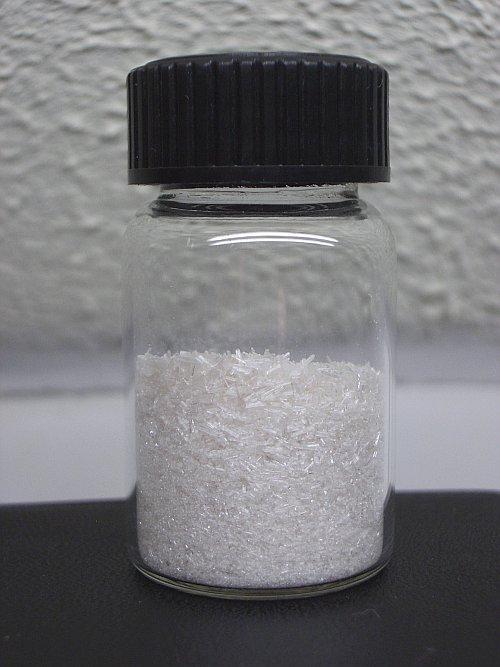
یک دارو برای سفید کردن مقعد

روش‌های مختلفی برای سفید کردن وجود دارد، مانند استفاده از کرم، ژل و اسپری. این محصولات به‌طور خاص برای این مناطق حساس ساخته شده‌اند، اما هیچ تحقیق بررسی شده‌ای برای اثبات بی‌ضرر بودن طولانی مدت آنها وجود ندارد. از آنجا که در صورت استفاده بد از این محصولات، خطر پررنگی و التهاب را به همراه دارند، توصیه می‌شود استفاده از آنها تحت نظارت پزشکی باشد. عملکرد رنگبری آنها به دلیل وجود عناصر فعال مانند اسید آزلائیک، اسید لاکتیک، اسید پیروویک یا اسید سالیسیلیک است. این محصولات معمولاً شامل مواد فعال مرطوب‌کننده برای محافظت از پوست نیز می‌باشند.
در اروپا و کانادا و همچنین در برخی کشورهای آسیایی، فروش کرم‌های حاوی هیدروکینون به دلیل سمی بودن ممنوع است (به ویژه به علت آسیب کبدی، سرطان و مشکلات تیروئید)، با این وجود این محصولات مجوز فروش در ایالات متحده را دارند. برخی از آنها دارای ۲۰ درصد هیدروکینون هستند. کرم‌های حاوی جیوه نیز خطرناک می‌باشند، زیرا جیوه سرطان‌زا و به ویژه باعث لطمه زدن به کبد و کلیه‌ها است.
با نظارت پزشکی، رنگ زدایی قوی با کمک لیزرهای CO 2 اعمال می‌شود.
هدف کلی این عمل زیبایی کاهش یا ازبین بردن تولید ملانین است که رنگدانه طبیعی پوست است و تجمع آنها در ناحیه مقعد بیشتر است.

## استفاده
بلیچینگ مقعدی بیشتر توسط بازیگران فیلم‌های پورن استفاده می‌شود تا قسمت مربوطه روی صفحه نمایش جذاب تر به نظر برسد. با استفاده گسترده از روشن کننده بیکینی، بازار جدیدی برای سفید کردن ناحیه تیره اطراف مقعد به وجود آمده است تا زیباتر به نظر برسد.

## در فرهنگ عامه
این روش به‌طور خلاصه در سال ۲۰۰۴ در یک قسمت از «جراحی زیبایی زنده» نشان داده شد. یکی از سالن‌هایی که این روش را انجام داد، در سال ۲۰۰۵ افزایش درخواست‌هایی دریافت کرد که به یک قسمت از "دکتر. ۹۰۲۱۰ در E!، زمانی که ستاره پورن تابیتا استیونز در حال سفید شدن مقعدش فیلمبرداری شد.

## خطرات سلامتی
لوازم آرایشی مورد استفاده ممکن است حاوی موادی باشد که می‌تواند باعث تحریک پوست حساس اطراف مقعد شود که منجر به ناراحتی موقت، سوزش و حتی انکوپرزیس شود.
بلیچینگ مقعدی را می‌توان با استفاده از کرم‌های حاوی هیدروکینون انجام داد که برای روشن کردن پوست استفاده می‌شود و معمولاً در محصولاتی که برای افراد تیره پوست مناسب برای یکنواخت کردن رنگ پوست به بازار عرضه می‌شوند، موجود است.
هیدروکینون در برخی کشورها از جمله اعضای اتحادیه اروپا ممنوع است.
در سال ۲۰۰۶، سازمان غذا و داروی ایالات متحده ادعاهای ایمنی اولیه هیدروکینون را به دلیل ارتباط با ochronosis , سندرمی که در آن پوست به‌طور دائم تغییر رنگ و بدشکل می‌شود، و حدس و گمان سرطان‌زایی هیدروکینون پس گرفت. با این حال، استفاده از هیدروکینون هنوز در ایالات متحده ممنوع نیست.
مواد دیگری که برای روشن شدن پوست استفاده می‌شوند، آربوتین و کوجیک اسید هستند. آربوتین می‌تواند توسط بدن به هیدروکینون تبدیل شود. اسید کوجیک به عنوان جایگزین ایمن تری برای هیدروکینون ساخته شد، اما در سفید کردن پوست کمتر مؤثر است و یک سرطان زا احتمالی است.